# 하트셉수트
하트셉수트(Hatshepsut)는 고대 이집트 제18왕조의 5번째 파라오다. 하트셉수트란 이름은 "가장 고귀한 숙녀"라는 의미이다. 이집트학 학자들은 하트셉수트의 치세를 역대 파라오의 치세 중에서도 매우 성공적이었던 시기로 본다. 하트셉수트의 재위 기간은 약 20년으로 이집트의 역대 파라오 중 가장 길다. 하트셉수트에게는 하트셉수트라는 이름 외에도 파라오로서 여러 가지 이름이 있다. 황금의 호루스로서 신성한 모습을 지닌 여인(네테레트), 창조의 권능이 풍부한 여인(우세레트), 해마다 녹음을 일구는 여인(아우제트 렌푸트), 파라오로서 신성한 빛의 규칙을 상징하는 여인(마아트 카 라), 신성한 라의 딸로서 아몬과 한몸이 된 여인(케네메트문) 등이 있다.

## 생애
하트셉수트는 아버지 투트모세 1세가 정비(正妃)인 아모세-무트노프레트(Ahmose-Mutnofret)와의 사이에서 둔 유일한 자식으로, 이복동생 투트모세 2세와 결혼했다. 병약했던 투트모세 2세가 요절하였을 때, 의붓아들인 투트모세 3세는 아직 어렸기 때문에 하트셉수트가 섭정이자 공동 파라오로서 이집트를 다스렸다. 투트모세 3세는 그의 의붓아들인 동시에 배다른 조카이기도 했다.

## 역사
하트셉수트에 대해 다루고 있는 여러 고대 사료는 그녀의 치세에 대해 매우 빈약한 정보만을 제공한다. 근대 초기 역사가들은 하트셉수트가 조카 투트모세 3세의 섭정으로 이집트를 통치했다고 기술하였다. 현대 사학자들은 그녀가 왕위 계승을 주장하였고, 기원전 3세기의 역사가 마네토가 기록한 것처럼 21년 9개월 동안 통치하였다고 보고 있다.
한 때 투트모세 3세가 하트셉수트를 역사에서 지우고 그녀의 기념물들을 파괴한 것으로 여겨졌지만, 현재는 아멘호테프 2세가 한 것으로 추정된다. 아멘호테프 2세는 자신의 왕비의 이름을 공개적으로 기록하지 않았으며, 아문의 신의 아내와 같은 칭호를 폐지하고, 여성의 강력한 직함과 공적 역할과 지위들을 없앴던 것으로도 확인되었다. 이집트 학자들은 그가 여성의 직함 등으로 인해 여성들이 너무 강력해졌다고 느꼈기 때문이었을 것으로 추정한다. 그가 없앤 여성과 관련한 직함들 중 일부는 그의 아들인 투트모세 4세의 치세 동안에 회복되었다.

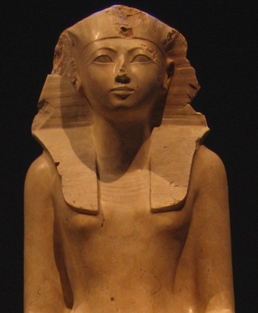
하트셉수트 여왕
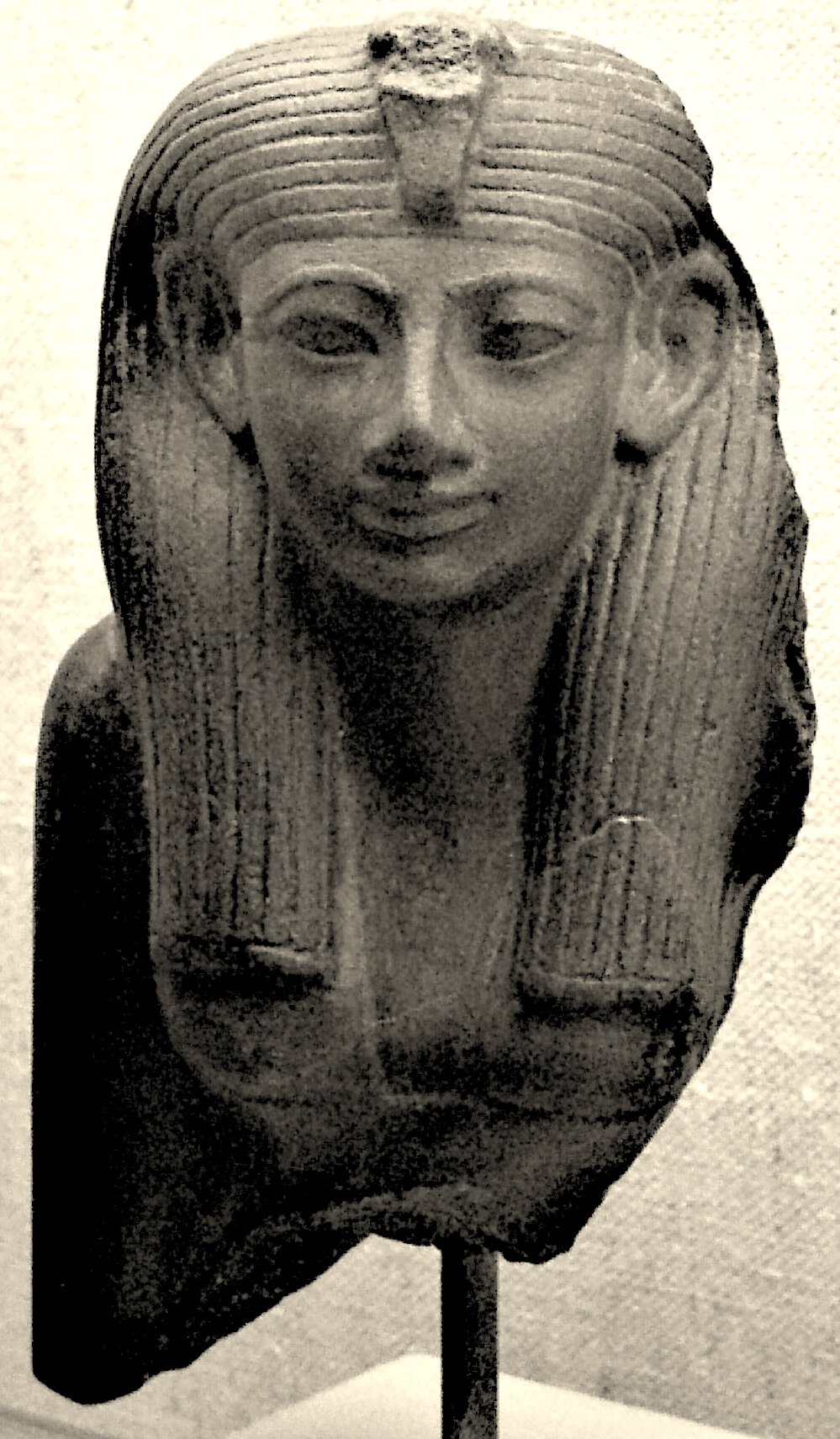
하트셉수트(c. 1498-1483 BC) 조각상, 석영 섬록암 보스톤 세공 박물관
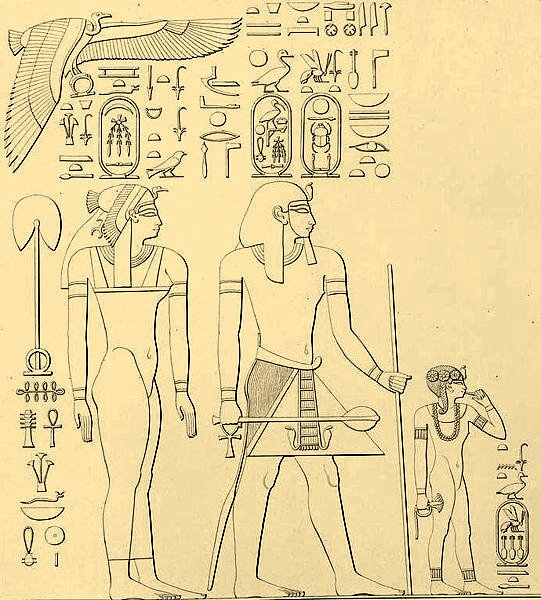
여왕 아흐모세, 파라오 투트모세 1세, 공주 네페루비티-하트셉수트의 가족
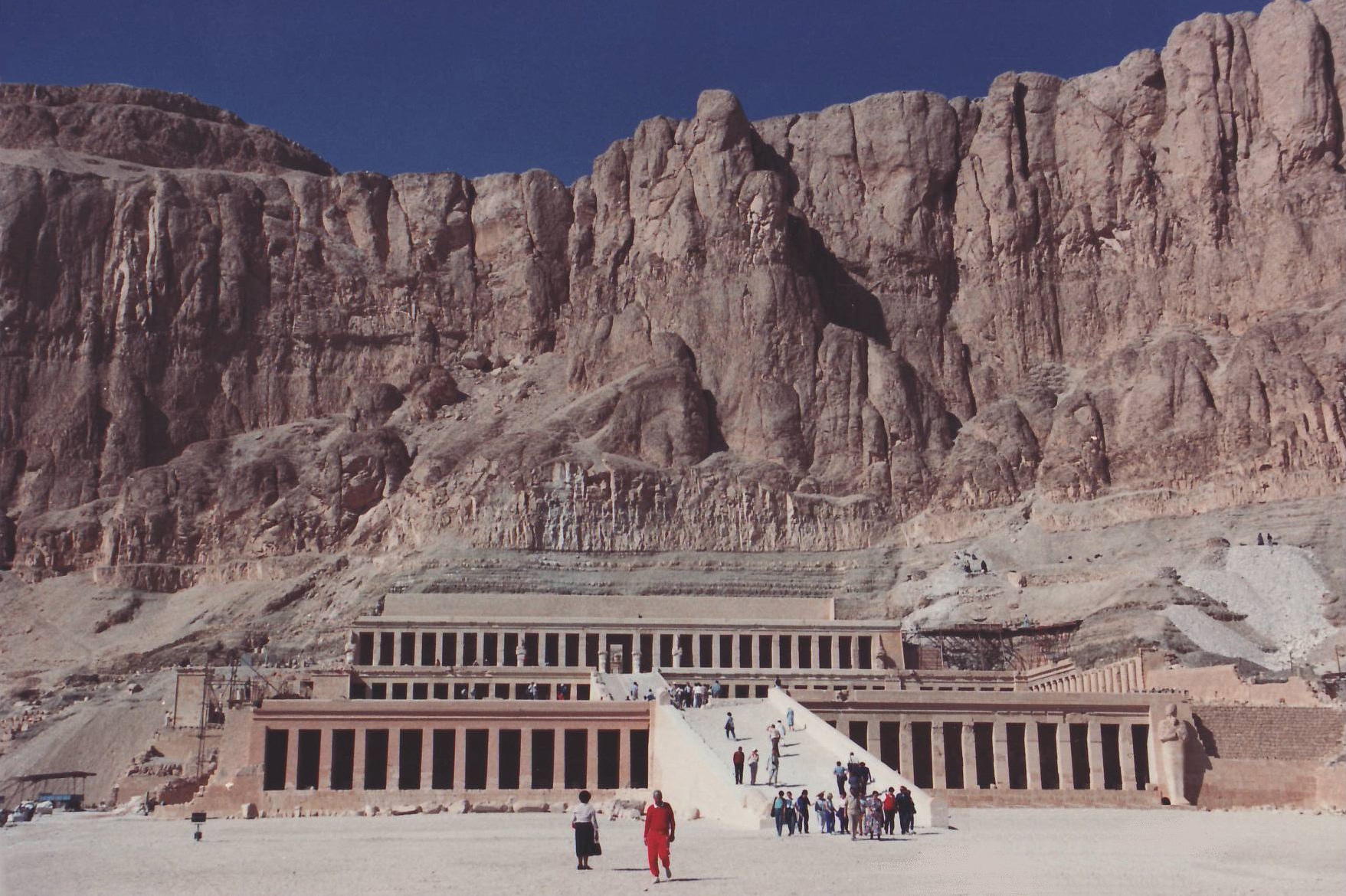
제세르-제세루는 하트셉수트의 장례사원 복합체의 주 건물이다. 데이르 엘바흐리에 있는데 그녀의 재상 세네무트에 의해 설계되었다.
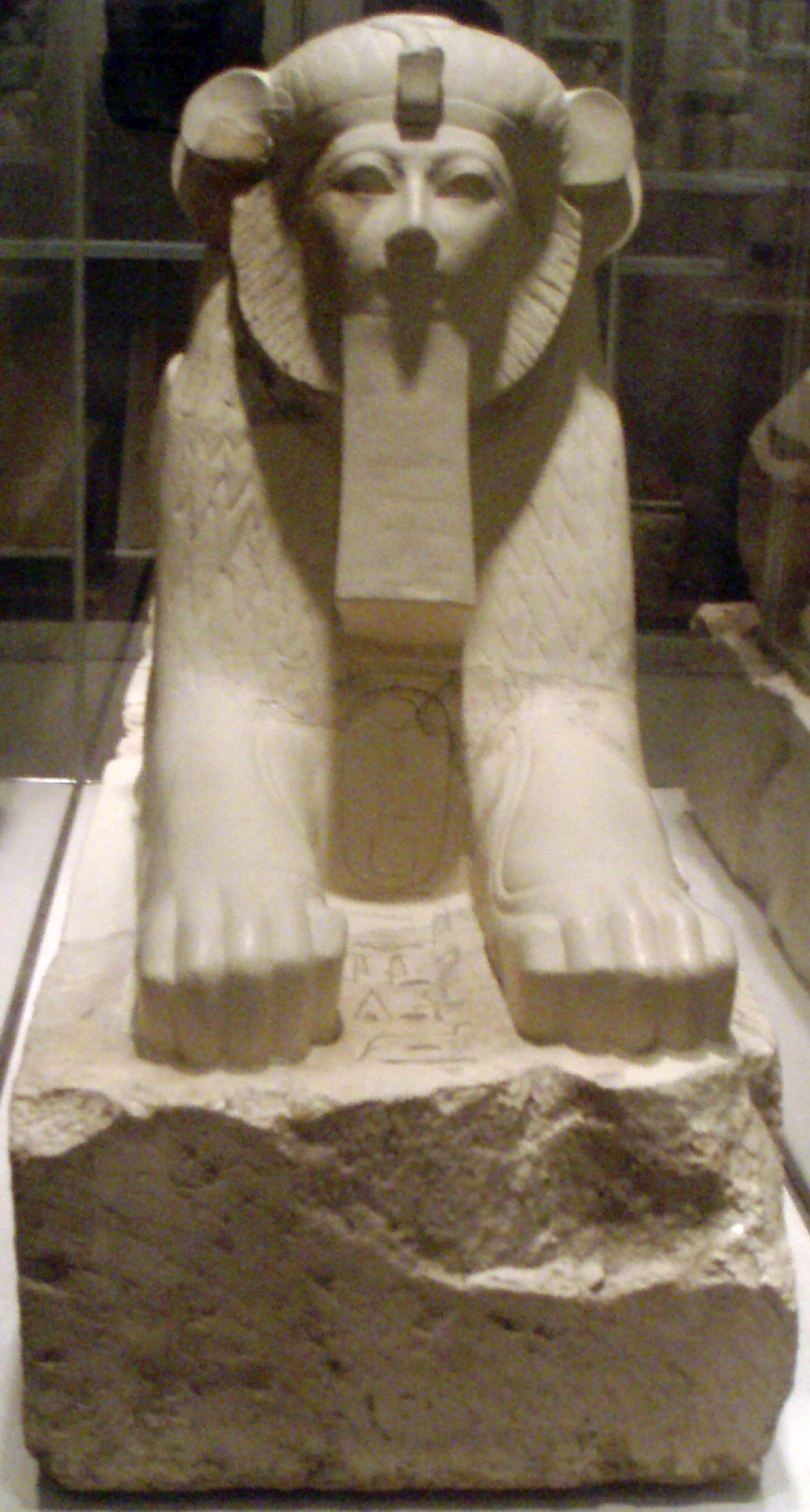
하트셉수트 스핑크스
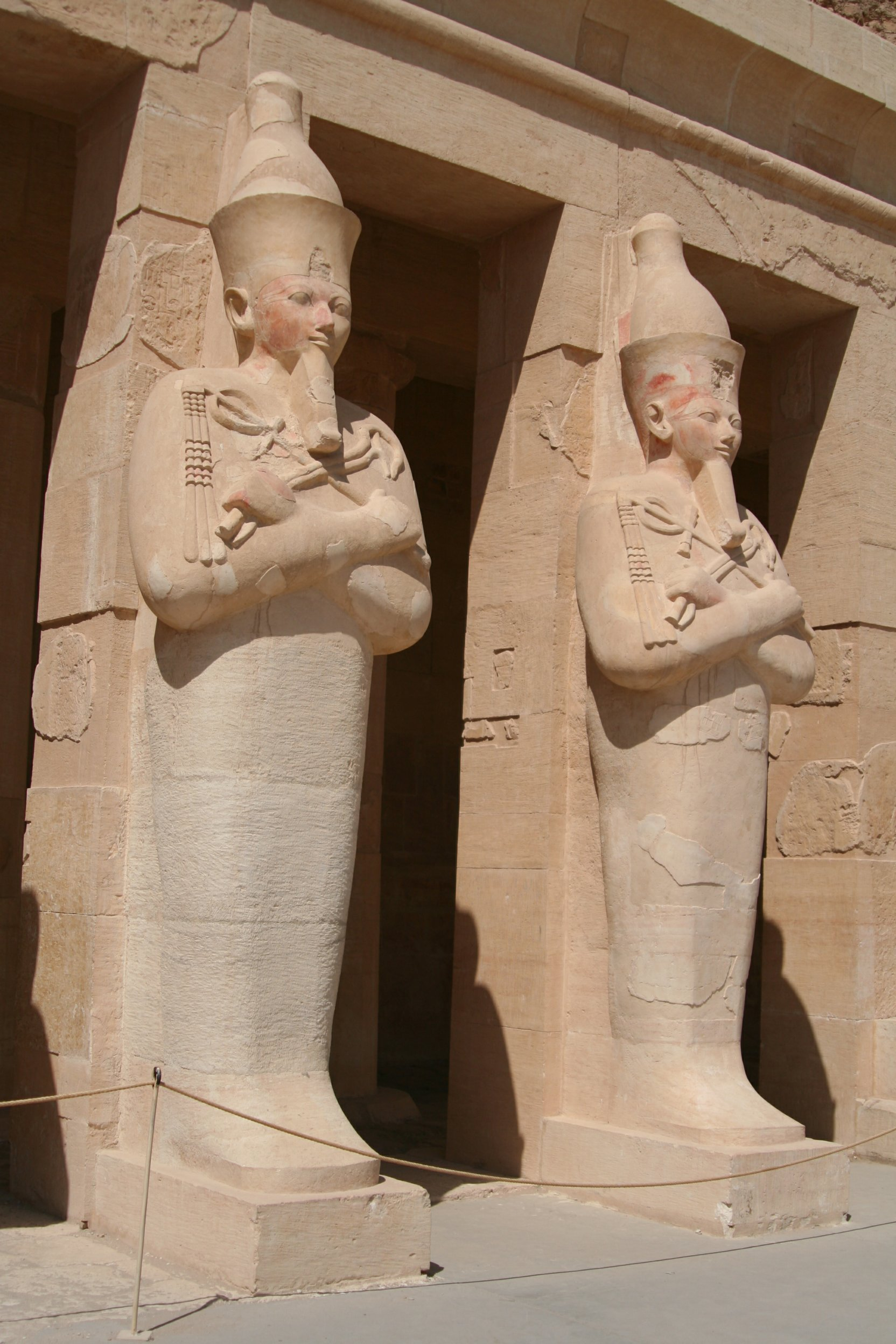
하트셉수트 사원의 오시리스 석상
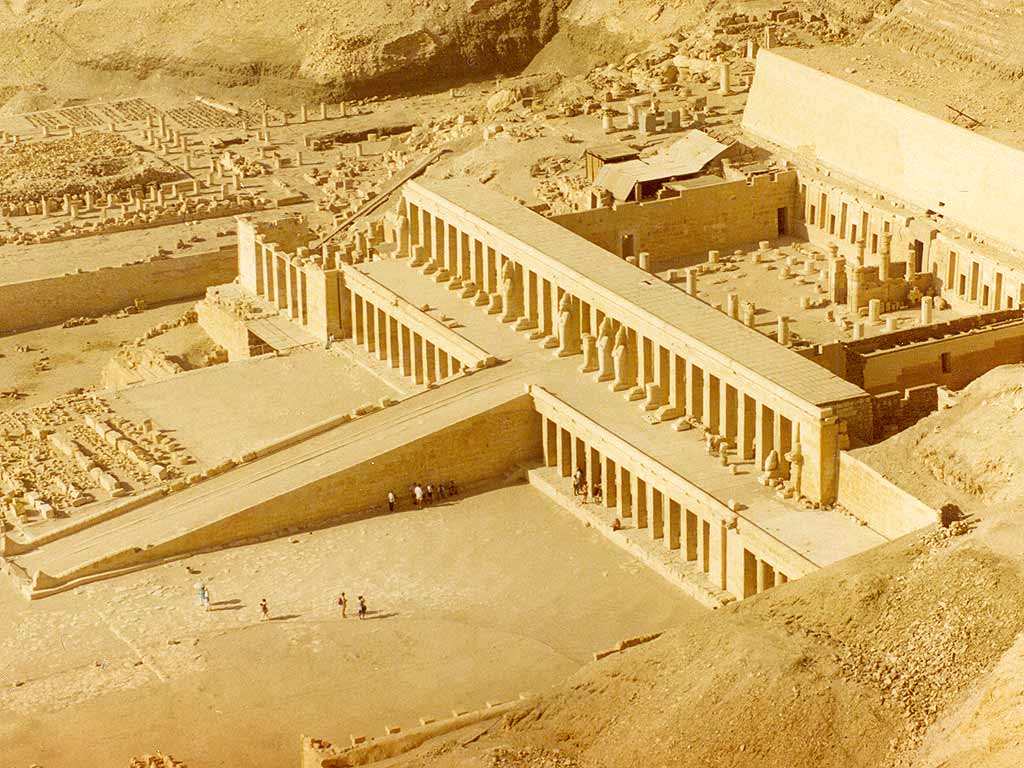
하트셉수트 사원